# Mimachlamys sanguinea
A Mimachlamys sanguinea a kagylók (Bivalvia) osztályának fonálkopoltyúsak (Ostreoida) rendjébe, ezen belül a Pectinidae családjába tartozó faj.

## Előfordulása
A Mimachlamys sanguinea eredeti előfordulási területe Új-Zéland környéke. Talán az Indiai-óceánban egészen Kelet-Afrika partjáig is fellelhető. Újabban a Földközi-tenger keleti felén is megjelent, de az nem ismert, hogy véletlenül hozták be, vagy szándékosan. Főleg Izrael környékén telepedett le.

## Megjelenése
Héjának átmérője körülbelül 95 milliméter.

## Életmódja
Ez a tengeri fonálkopoltyús az árapály alatti térségben él.

## Képek

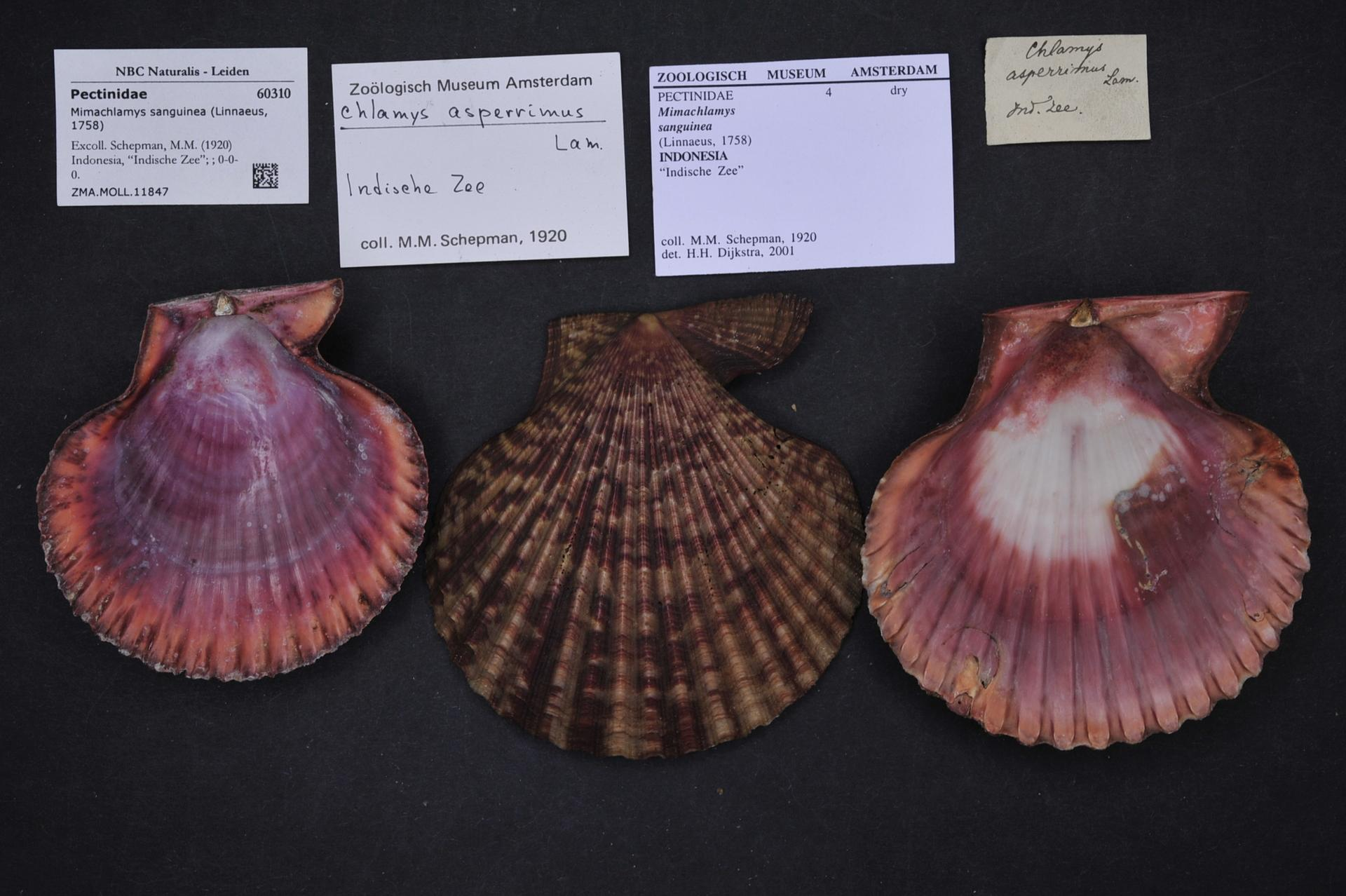
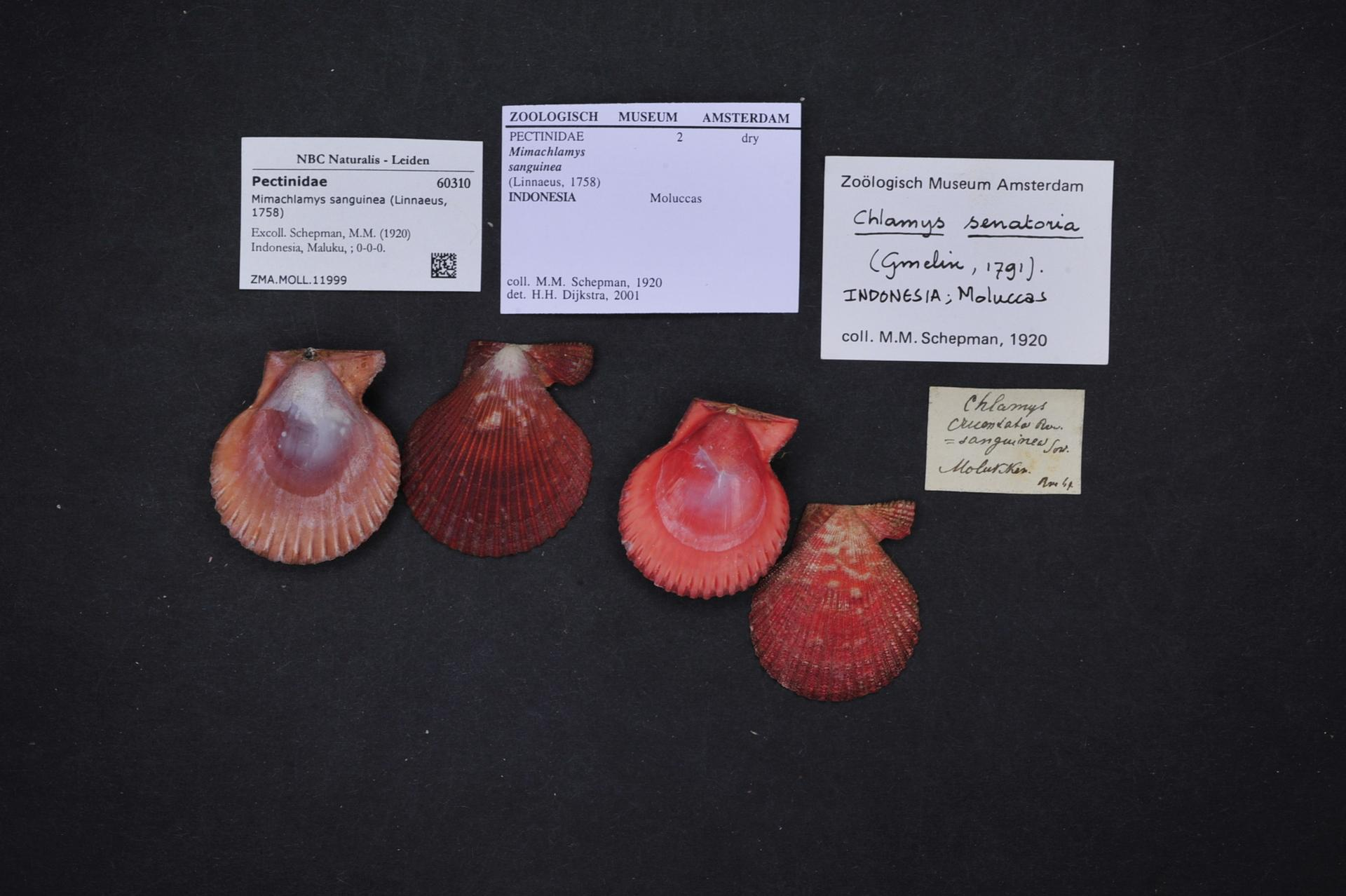
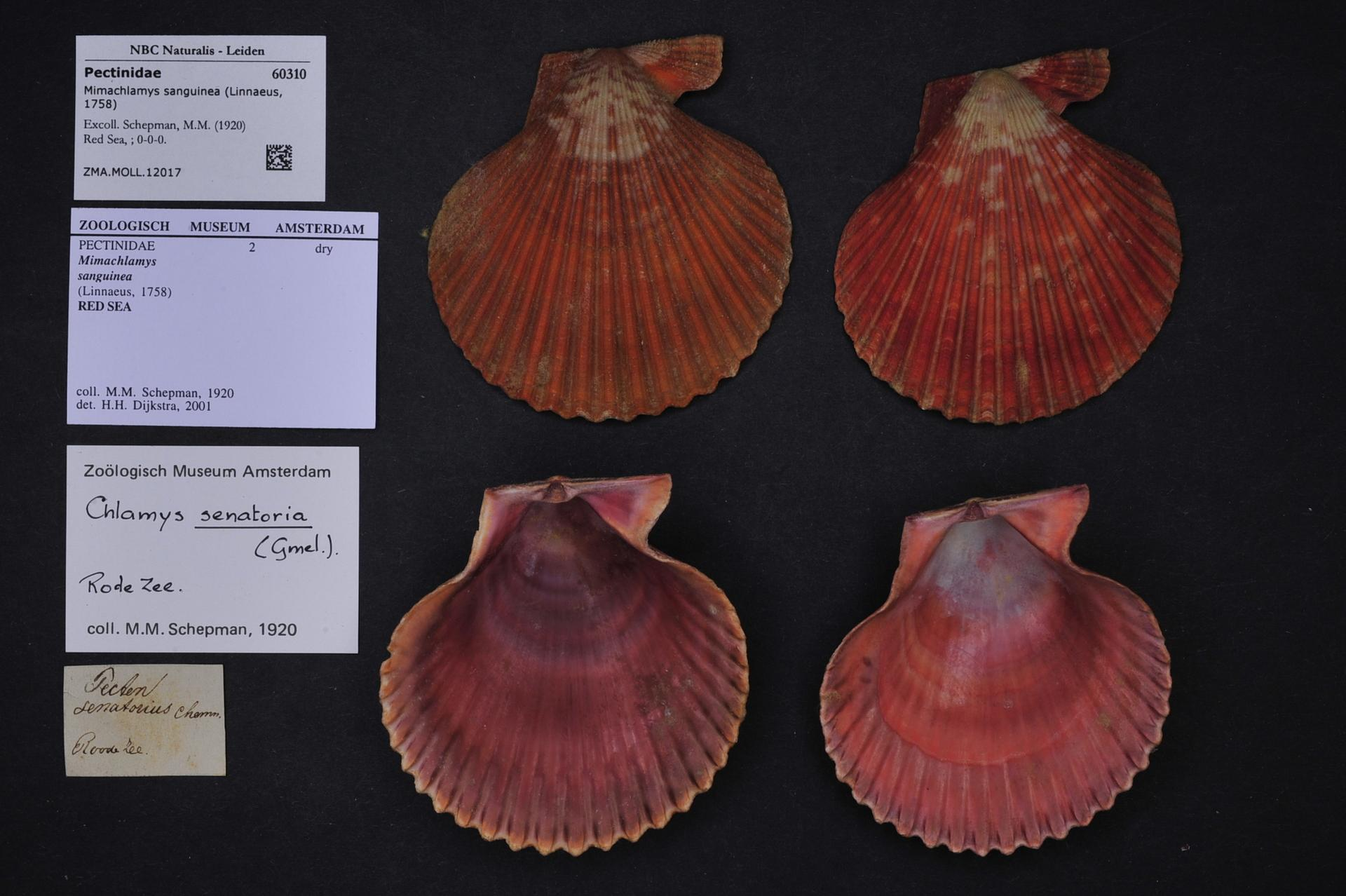
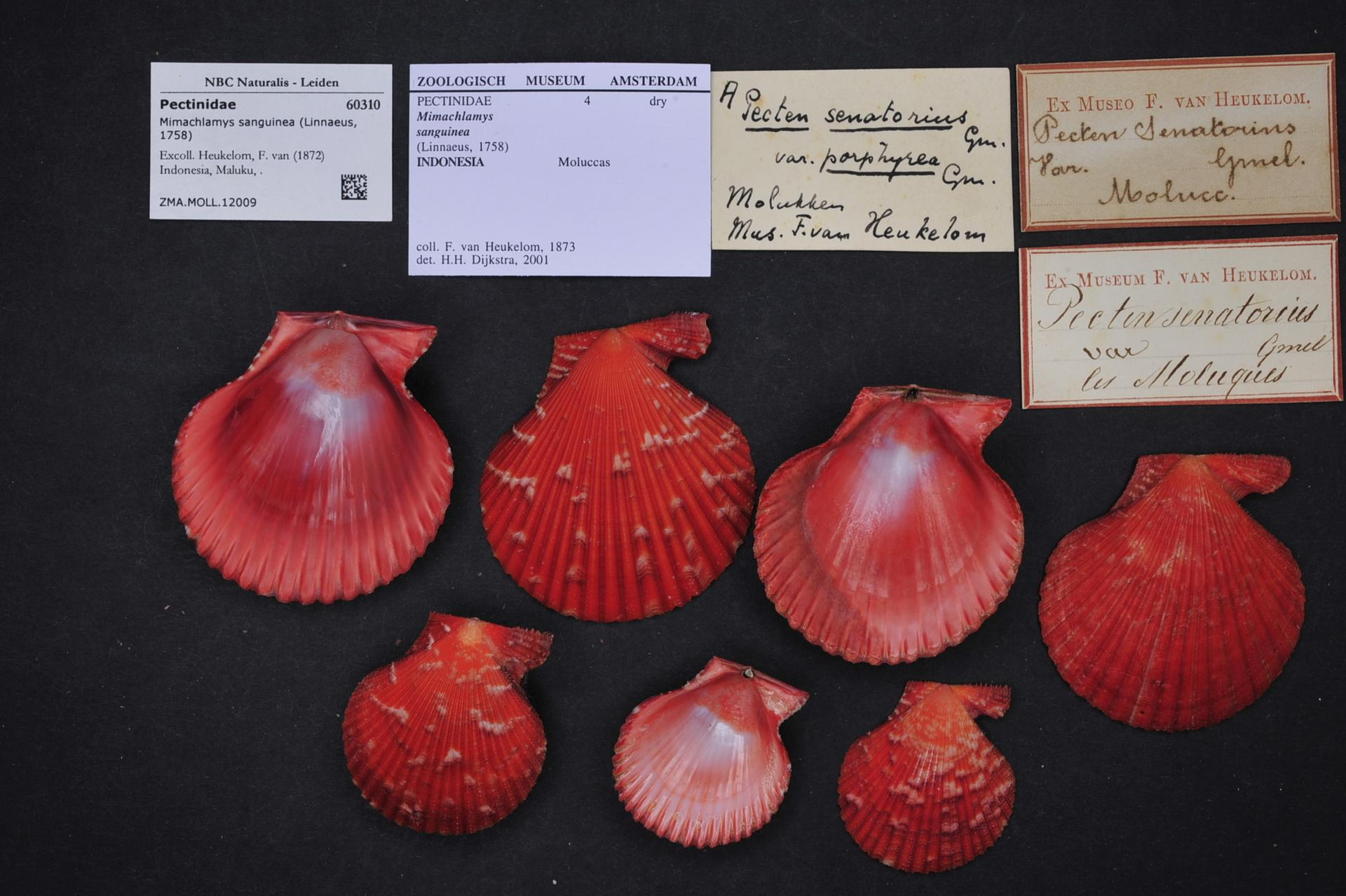